# Ruttersdorf-Lotschen
Möckern är en kommun i Saale-Holzland-Kreis i förbundslandet Thüringen i Tyskland.
Kommunen ingår i förvaltningsgemenskapen Stadtroda tillsammans med kommunerna Möckern och Stadtroda.